# Prix Léopold Verroken
Prix Léopold Verroken är ett travlopp för treåriga varmblodiga hingstar och ston som körs på Vincennesbanan utanför Paris i Frankrike varje år. Det är ett Grupp 3-lopp, det vill säga ett lopp av tredje högsta internationella klass. Loppet körs över distansen 2100 meter och förstapriset är 27 000 euro.

## Vinnare
| År   | Häst               | Efter             | Kusk                  | Tränare            | Tid    |
| ---- | ------------------ | ----------------- | --------------------- | ------------------ | ------ |
| 2025 | Mille Etoiles      | Prodigious        | Jean-Michel Bazire    | Jean-Michel Bazire | 1'14'5 |
| 2024 | Loulou de Mye      | Clif du Pommereux | Romain Larue          | Romain Larue       | 1'13'1 |
| 2023 | Ksar               | Follow You        | Matthieu Abrivard     | Emmanuel Varin     | 1'13'4 |
| 2022 | Juninho Dry        | Carat Williams    | Paul Philippe Ploquin | Sébastien Guarato  | 1'14"8 |
| 2021 | Infant Perrine     | Atlas de Joudes   | Paul Philippe Ploquin | Jean Francois Mary | 1'14"0 |
| 2020 | Holzarte Vedaquais | Brillantissime    | François Lagadeuc     | Philippe Allaire   | 1'15"2 |
| 2019 | Golden Bridge      | Ready Cash        | Yoann Lebourgeois     | Philippe Allaire   | 1'14"5 |
| 2018 | Follow You         | Ready Cash        | Franck Nivard         | Sébastien Guarato  | 1'14"4 |
| 2017 | Èros du Chene      | Amour d'Haufor    | Franck Nivard         | Julien Le Mer      | 1'16"7 |
| 2016 | Doberman           | Prodigious        | Franck Nivard         | Franck Nivard      | 1'14"7 |
| 2015 | Clarck Sotho       | Oiseau de Feux    | Franck Nivard         | Daniel Herlem      | 1'16"4 |
| 2014 | Bouclier d'Or      | Ready Cash        | Jos Verbeeck          | Philippe Allaire   | 1'18"4 |
| 2013 | Rod Stewart        | Love You          | Jean-Michel Bazire    | Jerry Riordan      | 1'15"5 |
| 2012 | Valky de Bellouet  | Ismael du Pont    | Jean-Michel Bazire    | Fabrice Souloy     | 1'17"3 |
| 2011 | Oropuro Bar        | Love You          | Marco Smorgon         | Marco Smorgon      | 1'16"1 |
| 2010 | Touch Of Quick     | Jasmin de Flore   | Jean-Michel Bazire    | Åke Kristoffersson | 1'15"6 |
| 2009 | Silia Pierji       | Goetmals Wood     | Jean-Michel Bazire    | Jean-Michel Bazire | 1'15"8 |
| 2008 | Rossini des Jipes  | Bon Conseil       | Sebastien Ernault     | Nicolas Catherine  | 1'15"7 |
| 2007 | Iveri Lbv          | Supergill         | Enrico Bellei         | Edoardo Gubellini  | 1'15"7 |
| 2006 | Passiflore du Rib  | Viking's Way      | Joël Hallais          | Joël Hallais       | 1'15"7 |
| 2005 | Omio Josselyn      | Podosis           | Jean-Michel Bazire    | Jean-Michel Bazire | 1'15"6 |
| 2004 | Nicolas Maria      | Casino des Sports | Jos Verbeeck          | Ulf Nordin         | 1'18"4 |
| 2003 | Daguet Rapide      | Pine Chip         | Pietro Gubellini      | Maurizio Grosso    | 1'16"6 |
| 2002 | L'Aunou du Fier    | Buvetier d'Aunou  | Joël Van Eeckhaute    | Joël Van Eeckhaute | 1'17"1 |
| 2001 | Kopaulo            | Don Paulo         | Guy Verva             | Jean-Luc Bigeon    | 1'17"0 |